# Sougou Kakutougi: Astral Bout 2 - The Total Fighters
Sougou Kakutougi: Astral Bout 2 - The Total Fighters (総合格闘技 アストラルバウト2) è un videogioco di tipo Picchiaduro versus multidirezionale sviluppato dalla A-Wave e pubblicato dalla King Records nel 1994.
È il sequel di Sougou Kakutougi: Astral Bout del 1992, gioco basato sullo shootfighting giapponese che anticipò in qualche modo lo sport delle MMA.
Anch'esso supportato dalla promozione nipponica di shootfighting e puroresu RINGS, il secondo gioco della serie a differenza del predecessore presenta lottatori ispirati dai reali protagonisti che al tempo lottavano nell'organizzazione.

## Modalità di gioco
Il menù iniziale di Sougou Kakutougi: Astral Bout 2 - The Total Fighters prevede la possibilità di iniziare un campionato Astral Step, iniziare un torneo Mega Battle, effettuare un match di esibizione contro la CPU, avviare la modalità a due giocatori oppure accedere al pannello di configurazione ove è possibile selezionare la difficoltà e i controlli.
Per il match di esibizione è possibile scegliere se si vuole che gli incontri debbano essere composti da un singolo round di 30 minuti oppure da un massimo di 5 round di 3 minuti l'uno, oppure si può modificare il parametro di potenza, il limite massimo di tempo o il sistema di punteggio.
Gli incontri si svolgono sempre all'interno di ring.
Per ogni giocatore oltre che la barra dell'energia è presente un indicatore dei danni subiti alle differenti parti del corpo diviso in testa, busto, braccia e gambe.
Lo scorrimento è multidirezionale.

### Striking
Tutti gli incontri iniziano in piedi con una parte di kickboxing.
I quattro pulsanti base del controller permettono di sferrare differenti tipi di colpi senza una corretta corrispondenza in tipologia, velocità o potenza; utilizzando tali pulsanti assieme al trigger destro è possibile fare uso di un altro set di quattro differenti colpi.
È possibile parare i colpi dell'avversario indietreggiando.
Quando uno dei due lottatori finisce KO l'arbitro inizia una conta di 10 secondi: se l'atleta non si riprende viene dichiarato sconfitto, mentre se si rialza gli vengono sottratti 4 punti: in ogni match i lottatori partono con un determinato numero di punti, e se tale numero di punti raggiunge lo zero viene dichiarata la sconfitta per KO tecnico, mentre se si arriva al termine di un round chi ha perso il maggior numero di punti avrà perso il round sui tabellini dei giudici di gara.

### Clinch, Lotta e Proiezioni
Iniziata una fase di clinch l'atleta che è in vantaggio può portare colpi ravvicinati come pugni, ginocchiate e gomitate o tentare una proiezione dell'avversario a terra.
Se il clinch rimane in stallo per troppo tempo l'arbitro finirà per separare i due contendenti.

### Lotta a terra
Una volta che la lotta viene portata a terra con entrambi gli atleti al suolo è possibile effettuare solamente tecniche di sottomissione delle più svariate come armbar, kneebar, triangoli, rear naked choke, ankle lock, ...
Se si riesce a portare la tecnica di sottomissione questa inizierà a togliere progressivamente energia all'avversario fino al momento della resa, oppure l'avversario riesce a liberarsi; il giocatore può liberarsi dalla morsa di una sottomissione anche raggiungendo e toccando le corde poste ai bordi del ring in uno qualsiasi dei quattro lati: toccate le corde i due atleti vengono separati e al lottatore vittima della sottomissione vengono sottratti 2 punti.
Se la fase di lotta a terra rimane in stallo per troppo tempo oppure inizia già ai bordi del ring l'arbitro finirà per separare i due contendenti.

## Roster
I personaggi selezionabili sono per lo più ispirati a reali lottatori al tempo sotto contratto con la RINGS o che avevano combattuto in precedenza nella promozione; mentre per il fondatore dell'organizzazione Akira Maeda viene riportato il corretto nome completo, tutti gli altri lottatori recano nomi storpiati o totalmente inventati.
- Gen Kajiwara (ispirato a Yoshiaki Fujiwara)

Robusto ed esperto pro-wrestler giapponese, abile nelle leve alle braccia.
- Bolis Goldman (ispirato a Chris Dolman)

Il lottatore in assoluto più grosso del gruppo.
- Naoki Takuma (ispirato a Minoru Tanaka)

Piccolo ed agile shootboxer, bravo anche nelle sottomissioni. Il nome sembra preso da quello del wrestler Naoki Sano, che al tempo lottava anche con il nome Takuma Sano.
- Duke Bryce (ispirato a Dick Vrij)

Abile kickboxer olandese.
- James Louis

Atleta afroamericano il cui stile ricalca il muay thai.
- Kenji Asuka (ispirato a Masaaki Satake)

Lottatore che veste solamente i pantaloni di un karategi. "Kenji Asuka" è curiosamente il nome di un personaggio della serie televisiva Himitsu Sentai Goranger.
- Akira Maeda

Il padre fondatore della promozione RINGS ed abile pro-wrestler.
- Volk Warren (ispirato a Volk Han)

Esperto di sambo e di sottomissioni sfruttando soprattutto le gambe dell'avversario.
- Gregory Lucky Hawk (ispirato a Adam Watt)

Pugile con una discreta base nella lotta a terra.

## La serie
1. Sougou Kakutougi: Astral Bout (1992)
2. Sougou Kakutougi: Astral Bout 2 - The Total Fighters (1994)
3. Sougou Kakutougi Rings: Astral Bout 3 (1995)